# Benjamin Figueiredo
Benjamin Gonçalves Figueiredo (26 de dezembro de 1902 - 3 de dezembro de 1986) foi um médium umbandista brasileiro.
Benjamin Figueiredo foi um dos principais expoentes no movimento pela evolução do culto da Umbanda e pelo reconhecimento das casas umbandistas junto às autoridades de seu tempo.[carece de fontes?]

## Biografia
Aos 17 anos, Benjamin Gonçalves Figueiredo participava com sua família de sessões kardecistas, até que, em março de 1920, em uma dessas reuniões, incorporado pelo Caboclo Mirim, anunciou aos familiares e demais presentes que aquela seria a última sessão espírita a ser realizada, e que a partir dali, eles passariam à Umbanda.
Tal fato realmente ocorreu, e a família de Benjamin converteu-se à religião umbandista. Quatro anos após, no dia 13 de março de 1924, foi fundada a Tenda Espírita Mirim. Começou a se preparar como médium umbandista a partir de 1920 na Tenda Espírita Nossa Senhora da Piedade pelas mãos de Zélio Fernandino de Moraes, médium do Caboclo das Sete Encruzilhadas, espírito anunciador da Umbanda no plano terreno. Foi considerado pronto para "trabalhar" por Orixá Malet, entidade oriental, que também se manifestava através de Zélio, passando por um curioso ritual, finalizado com o lançamento de seu corpo ao mar, por aquele "Orixá".  No entanto, a Tenda Espírita Mirim trouxe uma ritualística e liturgia própria para a Umbanda, a chamada Escola da Vida, fonte de inspiração seguida por diversas tendas por todo o país.
Durante a década de 1930, assim como ocorrido com outros líderes umbandistas, acabou sendo preso algumas vezes, devido à repressão religiosa daquela época. Trabalhou então pela legalização e reconhecimento da religião umbandista. Em 1939, foi um dos fundadores da Federação Espírita de Umbanda, também criada a partir das ordens do Caboclo das Sete Encruzilhadas, numa estratégia de legitimação da Umbanda, e pela qual ajudou a organizar, em 1941, o Primeiro Congresso Brasileiro do Espiritismo de Umbanda, onde foram apresentadas várias teses sobre o movimento religioso, incluindo aquela que deu origem ao tão difundido conceito da "Aumbandhã".
Posteriormente, foi também o fundador, em 03 de outubro de 1952, do Primado de Umbanda.  Ainda foi incentivador da criação de outras entidades, tais como o Colegiado Espiritualista do Cruzeiro do Sul, o Círculo de Escritores e Jornalistas de Umbanda. Foi também o principal fundador da Escola Superior Iniciática de Umbanda do Brasil, escola esta onde foi Conselheiro Nato.